# SPAS-12
Die SPAS-12 der italienischen Firma Luigi Franchi SpA ist eine halbautomatische Flinte, die in den späten 1970er-Jahren zum Einsatz bei Militär und Polizei entwickelt wurde. Das Akronym SPAS steht für Special Purpose Automatic Shotgun (übersetzbar mit Automatische Flinte für besondere Einsätze).

## Beschreibung
Die Besonderheit dieser Waffe ist, dass es neben dem halbautomatischen Schussmodus die Möglichkeit gibt, die Waffe auch als Vorderschaftrepetierflinte zu nutzen. Dies ist besonders praktisch wenn Spezialmunition eingesetzt wird, wie z. B. Less-Lethal-Munition, mit denen eine halbautomatische Funktion nicht gewährleistet ist.
Sie war besonders beliebt beim Militär, weil sie eine höhere Kadenz als herkömmliche Vorderschaftrepetierflinten bot. Es besteht aber weiterhin die Möglichkeit auf eine manuelle Nachladeweise, bei der nach jedem Schuss der Unterschaft vom Schützen, in einer Art Hubbewegung, zu sich hin gezogen und wieder in die Ausgangslage gebracht wird. Sie verfügt über ein unter dem Lauf angebrachtes Röhrenmagazin, das bis zu acht Patronen des Flinten-Kalibers 12/70, zum Beispiel 00-Schrot oder Flintenlaufgeschosse aufnehmen kann. Zu den Nachteilen gehört, dass die SPAS-12 relativ schwer und groß ist. Außerdem ist der Rückstoß nicht unerheblich. Die SPAS-12 verfügt (je nach Modell) über eine klappbare Schulterstütze bzw. einen starren Schaft. Außerdem existiert eine Version mit Haken am Schaftende, der es ermöglicht, die Waffe einhändig abzufeuern.
Die Produktion der SPAS-12 wurde 2000 eingestellt. Die SPAS-15 ist der Nachfolger, bei dem die Munition aus einem abnehmbaren Magazin geladen wird.